# A.F.C. Bournemouth
Athletic Football Club Bournemouth – angielski klub piłkarski z siedzibą w Bournemouth grający w Premier League.
AFC Bournemouth wygrywał drugie i trzecie klasy rozgrywkowe w Anglii i dwukrotnie w historii grał na czwartym poziomie. Zdobywali także Football League Trophy, oraz Puchar Południowy Trzeciej ligi.
Bournemouth spędził większość swojej historii w trzeciej klasie piłki nożnej. Pod kierownictwem Eddiego Howea awansowali do Premier League. Sezon 2015-16 był dla AFC Bournemouth pierwszym w historii w najwyższej klasie rozgrywkowej.

## Historia

### Boscombe F.C.
Boscombe F.C. został utworzony jesienią 1899 roku na bazie starszego klubu Boscombe St. John’s Lads’ Institute F.C, a pierwszym prezesem był J.C Nutt.
W swoim pierwszym sezonie 1899/1900 Boscombe F. C. startował w rozgrywkach Bournemouth and District Junior League. Grali także w Hants Junior Cup. W ciągu pierwszych dwóch sezonów występowali na boisku piłkarskim na Castlemain Avenue w dzielnicy Pokesdown. Następnie przeniósł się boisko w Kings Park. W 1910 klub otrzymał długoterminową dzierżawę na niektóre nieużytki obok Kings Park. Tereny te nazwano Dean Court na cześć J.E. Coopera-Deana, który przekazał je klubowi. W tym samym roku Boscombe F.C. podpisał pierwszy kontrakt z profesjonalnym piłkarzem. Był nim B. Penton.
W sezonie 1909/1910 klub po raz pierwszy wystartował w rozgrywkach o Puchar Anglii.
W tym okresie klub otrzymał przydomek „Wiśnie”, który ma związek z wiśniowymi pasiastymi koszulami, w których zespół wówczas grał, a także z bliskim sąsiedztwem terenów Dean Court z nieruchomościami Cooper-Dean, obejmującymi liczne sady z wiśniami.

### Bournemouth and Boscombe Athletic Football Club

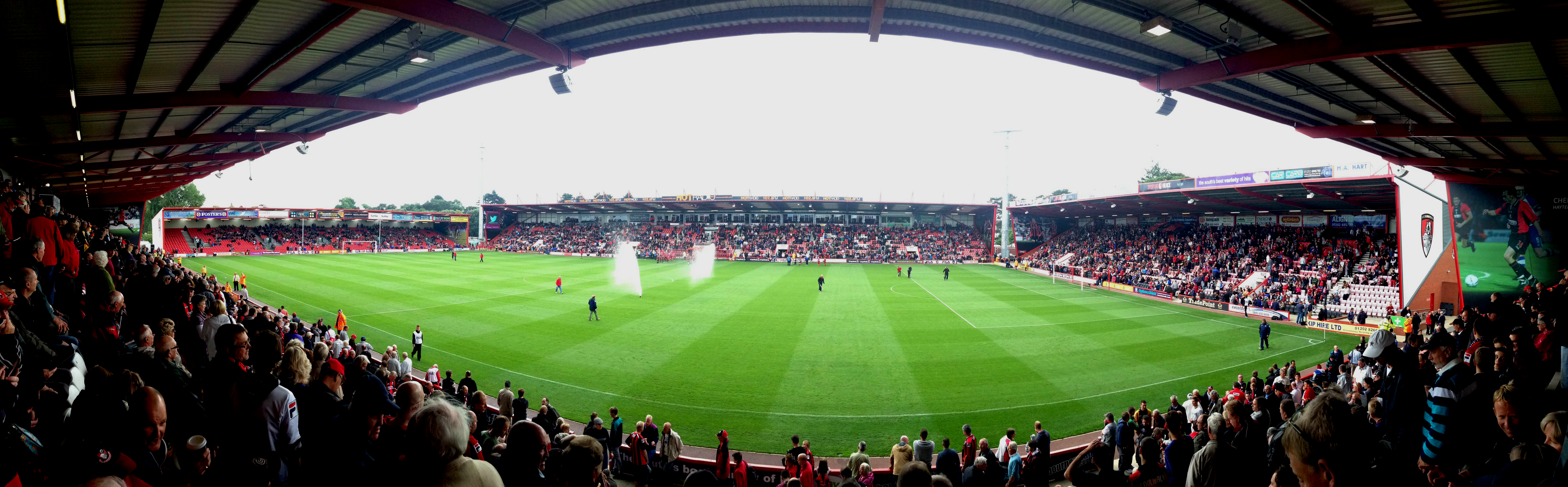
Dean Court

Przed rozpoczęciem sezonu 1923/1924 zespół został włączony w szeregi Football League. Zmieniono wówczas nazwę klubu na Bournemouth and Boscombe Athletic Football Club. Pierwszy mecz w Third Division (South) zespół rozegrał 25 sierpnia 1923 ze Swindon Town, ulegając na wyjeździe 1:3.
Pierwsze trofeum Bournemouth and Boscombe Athletic zdobył w sezonie 1945/1946, po zwycięstwie nad Walsall na Stamford Bridge w finale rozgrywek o Football League Third Division South Cup.

### A.F.C. Bournemouth
W sezonie 1969/1970 zespół zajął 21. miejsce i spadł do Division Four. W maju 1970 na stanowisku menadżera zatrudniono wówczas Johna Bonda, który poprowadził drużynę do pierwszego w historii klubu awansu do wyższej klasy rozgrywek. Zmieniono wówczas nazwę klubu na A.F.C. Bournemouth, a także herb, na którym umieszczono podobiznę Dickiego Dowsetta, napastnika Wiśni w latach 1957–1962.
Czerwony i czarny zestaw strojów, wprowadzony w 1971 roku, został oparty na strojach AC Milan.

### Lata 80. i 90.
W styczniu 1984 roku pod wodzą Harry’ego Redknappa klub odniósł słynne zwycięstwo nad Manchesterem United w FA Cup. Ten sam menadżer doprowadził klub do mistrzostwa Division Three (sezon 1986/87) i pierwszego w historii klubu awansu na drugi szczebel rozgrywkowy. W pierwszym sezonie w Division Two Bournemouth spokojnie utrzymało status drugoligowca, by w sezonie 1988/89 włączyć się do walki o awans do Division One. Niestety słaba postawa w ostatnich meczach sezonu nie dała upragnionego awansu i The Cherries zakończyli sezon na 12. miejscu. Do sezonu 2013/14 to było najwyższe miejsce, jakie klub uzyskał w ligowych rozgrywkach.
5 maja 1990 roku w ostatniej kolejce sezonu 1989/90 AFC Bournemouth podejmowało Leeds United, które miało szansę na wygranie drugiej ligi i awans do Division One. Atmosfera była napięta. Niektórzy fani United już od godzinach porannych powodowali problemy w mieście. Leeds wygrało mecz jedną bramką co w połączeniu z wynikami innych meczach, oznaczało to, że Leeds awansował natomiast Bournemouth zostało zdegradowane. Po meczu doszło do zamieszek w których poczynione szkody zostały wycenione na 1 mln funtów. Sprawą zamieszek na wniosek jednego z miejscowych posłów zajął się nawet angielski Parlament. Te wydarzenia wpłynęły na dalsze losy obydwu klubów.
Harry Redknap pozostał w klubie jeszcze na dwa sezony. Za każdym razem zabrakło punktów by znaleźć się w play-off (w pierwszym sezonie 6 punktów, a w drugim 3). Problemy finansowe klubu i presja nakładana na menadżera przyczyniły się do złożenia rezygnacji przez Redknapa. Zastąpił go Tony Pulis, który zbudował drużynę, którą zarządzał przez kolejne dwa sezony, zajmując odpowiednio 7-miejsce. Pulis odszedł z klubu jak jego poprzednik.
W sezonie 1994/95, Bournemouth przez kilka pierwszych miesięcy nie miało menadżera. Pierwszą połowę sezonu plasował się w dolnej części tabeli. Pomimo niewielkiej poprawy formy, kiedy Mel Machin został mianowany menadżerem, wyglądały bardzo mało prawdopodobne, aby AFC Bournemouth utrzymało się w lidze, zważywszy, że w związku z reorganizacją ligi aż pięć zespołów miało się pożegnać z ligą. The Cherries utrzymali się dzięki zdobyciu dwóch punktów przewagi nad Cambridge United oraz Plymouth Argyle.
Machin ostatecznie pozostał na sześć lat, które w większości niczym się nie wyróżniły i Bournemouth sezony kończył w środku tabeli. Sezon 1998/99 okazał się prawdopodobnie najważniejszym jego kadencji, przez większość sezonu klubu zajmował miejsce gwarantujące fazę play-off, ale na końcu udało się zakończyć na 7. miejscu. 16. miejsce w sezonie 1999-2000, a następnie zły start w kolejnym sezonie spowodowało, że Machin został zwolniony ze stanowiska.

### Po 2000 roku
Na początku sezonu 2000/01 menadżerem został Sean O’Driscoll. W sezonie 2002/03 doprowadził AFC Bournemouth do fazy play-off. Finał play-off odbył się na Millennium Stadium. AFC Bournemouth pokonało Lincoln City 5:2 i awansowało do Division Two.
W sezonie 2003/04 zawodnik AFC Bournemouth, James Hayter zdobył najszybszego hat-tricka w historii angielskiej Football League. W meczu przeciwko Wrexham drużyna prowadziła 3:0. W 86. minucie na boisku pojawił się Hayter i w ciągu 2 minut i 17 sekund pokonał bramkarza rywali trzykrotnie. Mecz zakończył się wynikiem 6:0.
We wrześniu 2006 roku z zespołem rozstał się Sean O’Driscoll. Został on zastąpiony przez Kevina Bonda.
W lutym 2008 roku, Bournemouth został ukarany odjęciem 10 punktów, bowiem klub miał około 4 mln funtów długów i był bliski bankructwa. Kara nałożona przez Football League spowodowała, że Bournemouth został umieszczony w Football League Two. Na starcie sezonu 2008/09 Wiśnie miały 17 punktów ujemnych. Z pracy został zwolniony Bond a zastąpił go były zawodnik klubu, Jimmy Quinn, który zaledwie kilka miesięcy później opuścił klub. Stanowisko objął kolejny były zawodnik klubu Eddie Howe. Został on najmłodszym menedżerem w historii Football League, mając 31 lat.
W czerwcu 2009 roku, AFC Bournemouth zostało kupione przez Adama Murraya, Jeffa Mostyna, byłego wiceprezes Steve’a Sly’a, Neilla Blake’a i byłego prezesa Dorchester Town Eddiego Mitchella.
Pierwszy pełny sezon pod wodzą Howe’a przyniósł sukces Bournemouth. Drużyna zajęła drugie miejsce w League Two i awansowała na dwie kolejki przed końcem sezonu do League One. Howe w następnym sezonie opuścił klub i odszedł do Burnley. Jego następcą został inny były gracz Bournemouth, Lee Bradbury. Doprowadził Bournemouth do play-offów League One. W dwumeczu przeciwko Huddersfield Town padł remis 3:3, ale do finału awansował Huddersfield, wygrywając w rzutach karnych 4:2. W następnym sezonie (2011/12), Bradbury doprowadził Bournemouth do zajęcia 11 pozycji w League One, a następnie klub został zastąpiony przez Paula Grovesa.
Po słabym początku sezonu 2012/13 w październiku 2012 r. Groves został zwolniony. Na stanowisko menadżera wrócił Eddie Howe, który osiągnął awans do Championship. Bournemouth po raz pierwszy od 1990 roku ponownie zagrało w drugiej lidze. Po obiecującym początku sezonu i osiągnięciu czwartej rundy FA Cup (przegrana 2:0 z Liverpoolem), Bournemouth zakończył swój pierwszy sezon w Championship na 10. miejscu, osiągając najwyższą pozycję w historii występów w Football League.

### Sezon 2014/15
W dniu 25 października 2014r. Bournemouth pokonał 8:0 zespół Birmingham City. To był pierwszy mecz, odkąd Wiśnie strzeliły osiem goli w ligowym meczu, nie licząc zwycięstwa 10:0 nad Northampton Town we wrześniu 1939 roku (wynik został wykreślony z ewidencji po wybuchu II wojny światowej). Po zwycięstwie z West Bromwich Albion, grającym w Premier League, Bournemouth awansował do ćwierćfinału Pucharu Ligi po raz pierwszy w historii, lecz w nim lepsza okazała się ekipa Liverpoolu, wygrywając 3:1. Większą część sezonu Bournemouth spędził w górnej połowie tabeli. Ostatecznie zwycięstwo 3:0 nad Charlton Athletic w ostatnim dniu sezonu pozwoliło wywalczyć tytuł mistrzowski Championship i pierwszy w historii awansować do Premier League.

### Premier League
8 sierpnia 2015 r. A.F.C. Bournemouth rozegrało pierwszy mecz w Premier League na swoim stadionie, przegrywając 0:1 z Aston Villą. W trzeciej kolejce spotkań, która odbyła się 22 sierpnia 2015, Bournemouth wygrał pierwszy mecz w Premier League, pokonując 4:3 West Ham United na Upton Park. W tym samym meczu Callum Wilson wpisał się w karty historii klubu, jako pierwszy zdobywca bramki oraz hat-tricka w rozgrywkach na najwyższym poziomie rozgrywek.

## Sztab szkoleniowy
| rola               | Imię i nazwisko |
| ------------------ | --------------- |
| Właściciel         | Jeff Mostyn     |
| Trener             | Andoni Iraola   |
| Asystent menedżera | Matt Wells      |
| Trener bramkarzy   | Rob Burch       |
| Trener akademii    | Joe Roach       |
| Trener szkółki     | Carl Fletcher   |
| Fizjoterapeuta     | Steve Hard      |

## Obecny skład
Stan na 27 lipca 2021
| Nr | Poz. | Piłkarz              |
| -- | ---- | -------------------- |
| 3  | OB   | Steve Cook (kapitan) |
| 5  | OB   | Lloyd Kelly          |
| 6  | OB   | Chris Mepham         |
| 7  | PO   | David Brooks         |
| 8  | PO   | Jefferson Lerma      |
| 9  | NA   | Dominic Solanke      |
| 10 | PO   | Arnaut Groeneveld    |
| 11 | PO   | Emiliano Marcondes   |
| 14 | NA   | Sam Surridge         |
| 16 | PO   | Lewis Cook           |

| Nr | Poz. | Piłkarz        |
| -- | ---- | -------------- |
| 17 | OB   | Jack Stacey    |
| 22 | PO   | Ben Pearson    |
| 23 | BR   | Mark Travers   |
| 26 | PO   | Gavin Kilkenny |
| 28 | PO   | Kyle Taylor    |
| 29 | PO   | Philip Billing |
| 32 | NA   | Jaidon Anthony |
| 33 | OB   | Jordan Zemura  |
| 40 | BR   | Will Dennis    |

## Sukcesy
- Football League Championship (2. poziom rozgrywek)
  - Mistrz (1): 2014/2015
- Division Three (obecnie Football League One 3. poziom rozgrywek)
  - Mistrz (1): 1986/1987
  - Awans o poziom wyzej (2): 1947/48, 2012/13
- Division Four / League Two (4. poziom rozgrywek)
  - Awans o poziom wyżej (2): 1970/1971,1981/82, 2002/03, 2009/2010
  - Zwycięzca Play-off (1): 2002/03